# حصار الآشوريين للقدس

حوالي عام 701 قبل الميلاد، قام سنحاريب ملك أشور، بشن هجوم على المدن المحصنة لمملكة يهوذا لقهرهم وإخضاعهم. حاصر سنحاريب مدينة القدس لكنه فشل في الاستيلاء عليها. القدس هي المدينة الوحيدة المذكورة في حوليات سنحاريب على أنه تم حصارها ولكن لم يتم الاستيلاء عليها.

## التسمية
شُّور
ولا يعرف معنى الاسم بالضبط وقد ورد هذا الاسم في الكتاب المقدس للدلالة على: (1) اسم ثاني أبناء سام وأبي الآشوريين (تك 10: 22). (2) آشور ينطبق أيضاً على بلاد آشور (تك 2: 14) وعلى شعب آشور (أش 31: 8).

## الموقع
وبلاد آشور الأصلية تقع على الجزء الأعلى من نهر دجلة. وكان الآشوريون مزيجاً من أجناس عدة فقد قطن البلاد في حقب مختلفة، السومريون والحوريون والميتانيون. ولكن في النهاية سادت العناصر السامية وبخاصة الاكاديون والبابليون وامتلكوا البلاد.

## العواصم
وأولى عواصم شور هي مدينة آشور نفسها (وهي اليوم قلعة شرقات) على الشاطئ الغربي لنهر الدجلة. وقد كشف التنقيب عن هيكل للآلهة ((عشتار)) مما يدل على وجود الأثر السومري في آشور، وقد بنى هذا الهيكل حوالي سنة 2900 ق. م. أما العواصم الأخرى التي صارت عواصم لآشور من بعد فكانت جميعها تقع شرقي الدجلة وتبعد كثيراً إلى الشمال. وهذه العواصم هي ((كلة)) (وهي اليوم نمرود) ودور شردكين وهي اليوم خورسباد ولكن أهم العواصم جميعاً هي نينوى تل كوينجك الآن وهذه العواصم كلها قد أصبحت خرباً.

## الحروب والملوك
وقد ظلت آشور مشتبكة في حرب ضد البابليين في الجنوب، وضد الحثيين في الشمال الغربي لمدة أزمنة طويلة. وانتهت حروب آشور في سوريا إلى اتصالها بإسرائيل. وتشير السجلات التاريخية الآشورية إلى عدد من ملوك إسرائيل، والذين جاء ذكرهم هم: عموي وآخاب وياهو ومنحيم وفقح وهوشع، وبعض من ملوك يهوذا وهم عزيا وحزقيا ومنسى،وقد دفع معظم هؤلاء الملوك جزية لآشور.
أما ملوك آشور الذين اتصل تاريخهم بتاريخ إسرائيل فهم:
- شلمناصر الثالث (859- 824 ق. م.) وقد حارب آخاب ملك إسرائيل وحارب الآراميين في معركة قرقر سنة 854 ق. م. وأخذ جزية من ياهو.

- تغلاث فلاسر الثالث (745- 727 ق. م.) قد افتتح الجليل وجلعاد وسبى شعبهما إلى آشور (2 ملو 15: 29)
- شلمانصر الخامس (727- 722 ق. م.) وهو الذي بدأ حصار السامرة (2 ملو 17: 5)
- سرجون الثاني (722- 705 ق. م.) وهو الذي أخذ السامرة نهائياً ونقل الإسرائيليين من بلادهم إلى أجزاء أخرى متفرقة في الامبراطورية الآشورية (2 ملو 17: 6).

- سنحاريب (705- 681 ق. م.) وقد أخذ لخيش في يهوذا ولكنه لم يتمكن من أخذ أورشليم (2 ملو 18: 3- 19: 37).
- أسرحدون (681- 669 ق. م.) وقد أتى بأناس من أجزاء متفرقة من إمبراطورية آشور وأسكنهم السامرة (عزرا 4: 2).

- آشور بانيبال وهو آخر الملوك العظام في آشور (669- 626 ق. م.) وقد نقل قوماً من أجزاء أخرى متفرقة وأسكنهم في السامرة أيضاً (عزرا 4: 10) ويذكر ناحوم في نبواته ص3: 8و10 ان أسرحدون أخرب (نو آمون) في مصر.

## الهزيمة

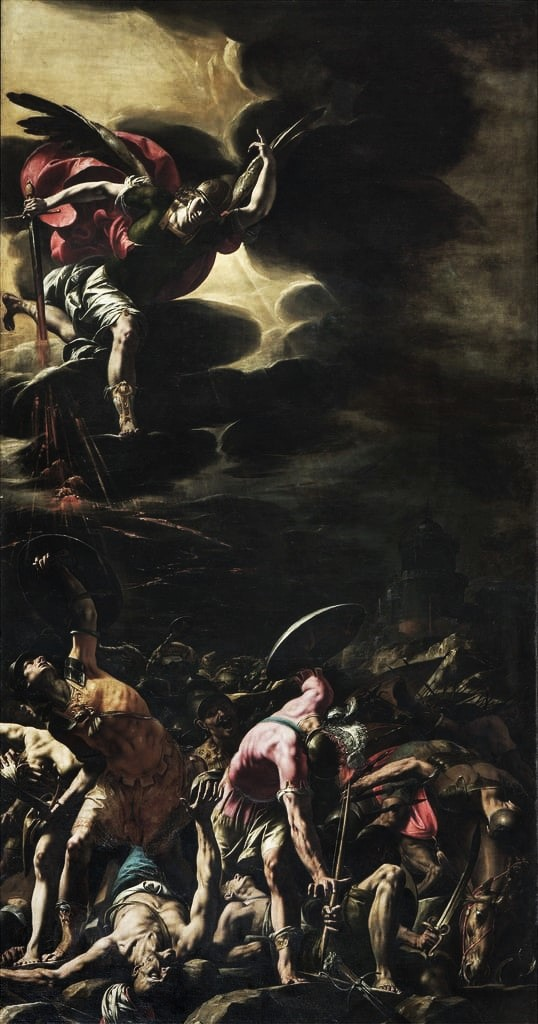
مَعرَكة سِنحارِيب، لَوحة زَيتية بريشة الرَسام الباروكي تانزيو دا فارالو، رَسمها بين 1629-1630. يُصَور العَمل الأسطورة التَوراتية التي تَقول ان الله ارسلَ ملاكًا ليُدَمرَ جَحافِلَ جَيش الملك الآشوري سَنحاريب أثناء حِصاره للقُدس _{(701 ق.م)}.

وفي النهاية تحالف البابليون والماديون وحاربوا الآشوريين وأخذوا مدينة نينوى سنة 612 ق. م. فحلت بابل محل آشور كالدولة العظمى في الشرق الأوسط. ويشير كثيرون من أنبياء العهد القديم إلى آشور فيونان النبي وهو من إسرائيل وقام بعمله النبوي في أوائل القرن الثامن قبل الميلاد، نادى في نينوى عاصمة آشور وأعلن قضاء الرب عليها ما لم تتب فتابت ورجعت عن شرها. وتتنبأ كل من عاموس (ص5: 27و6: 14) وهوشع (10: 6و11: 5) بأن آشور ستغزو إسرائيل وتأخذ شعبها من السبي وبأن هذا هو قضاء الله العادل على شر إسرائيل. وجاء الوعد لآحاز الملك على فم أشعياء النبي بأن الآشوريين سينقذون يهوذا من الآراميين والإسرائيليين الذين كانوا تحالفوا لعمل حرب ضد يهوذا في ذلك الحين (ص7: 1- 20) أي أنها الوسيلة التي يوقع بها الله العقاب على شعوب ذلك العصر، ولكنه يعلن بأن دور آشور لا بد آت وبأن العقاب سيحل بها لسبب كبريائها (ص 10: 21). ولما حاصر الآشوريون أورشليم جاء الوعد للملك حزقيا على فم أشعياء النبي بأن الله سيدافع عن المدينة. وفعلاً مات عدد كبير من جنود آشور وانسحب سنحاريب بقواته ونجت أورشليم (أش ص 36و37). وتعلن نبوة ناحوم مجيء الخراب الذي سيقع على نينوى حتماً بسبب قسوتها في نهب وسلب وتخريب بلاد كثيرة. وقد كان لآشور ثقافة ناهضة في كثير من النواحي المادية ولكنها كانت ناقصة كثيراً في النواحي الخلقية والمعنوية. واللغة الآشورية إحدى اللغات السامية، وهي قريبة الشبه جداً باللغة البابلية. وكان الآشوريون يكتبون على لوحات طينية أو حجرية وكانوا يكتبون أحرفاً تشبه المسامير في شكلها ولذا سمي خطهم بالخط المسماري Cuneiform وكانوا يشبهون البابليين في كتابتهم. وتثبت السجلات الآشورية التاريخية الدقيقة الكثير من الحقائق المذكورة في أسفار العهد القديم وتؤيدها. وتكمل التاريخ المدون فيها وبخاصة في سفري الملوك وفي الأسفار النبوية. وقد حفظ الكثير من الآداب السومرية والبابلية في المكتبة الآشورية التي كانت في نينوى. ومن ضمن هذه الآداب قصة للطوفان فيها أوجه شبه كثيرة مع قصة الطوفان في أيام نوح.

## المباني
أما في إقامة مبانيهم العامة فقد كان الآشوريون يستخدمون الحجارة واللبن، بينما كان البابليون يستخدمون اللبن فقط. وقد اتبع الآشوريون نهج البابليين في بناء منابر هياكلهم. وكانوا يزخرفون أبنيتهم كالبابليين وكانوا يستخدمون في هذه الزخرفة البلاط اللامع أو الحجر أو الرخام المنقوشين نقشاً بارزاً. وكانت هذه الزخارف ذات رونق وجمال فائقين وبخاصة في الآثار التي جاءت من عصر آشور بانيبال. وقد اكتشفت في كثير من المدن الآشورية تماثيل هائلة الحجم مصنوعة من الحجر، وكانت توضع على جانبي أبواب الهياكل والقصور. وكان الآشوريون يسمون هذه التماثيل ((شيدو)). وكانت تمثل حيوانات لها رؤوس بشرية وأجنحة وأما أجسامها فكانت أجسام أسود أو ثيران. ويرى بعض العلماء شبهاً كبيراً بين هذه التماثيل ((شيدو)) وبين وصف حزقيال للكروبيم (حز 1: 5- 14). وكان الآشوريون يعبدون آلهة كثيرة. أما إلههم الرئيسي فكان آشور وهو اله الحرب وكانوا يمثلونه في شكل رامٍ للسهام داخل دائرة تمثل قرص الشمس ولها أجنحة. وكانت أشتارا الآلهة العظيمة للحرب والخصب وكانت الآلهة الأخرى تمثل قوى الطبيعة. وكان أنو يمثل قوة السماء و (0بل)) يمثل الأرض و ((ايا)) تمثل المياه و سين يمثل القمر و ((شماش)) تمثل الشمس و ((رمان)) تمثل العاصفة، والخمسة الكواكب السيارة التي كانت معروفة حينئذٍ. وكان معظم هذه الآلهة يعبد في بابل فيما عدا الاله ((آشور)).
ويفخر ملوك آشور في سجلاتهم بقوتهم الحربية ومعاملتهم الأمم المغلوبة على أمرها بكل صنوف القسوة. وكانوا كذلك يباهون بوسائل التعذيب التي كان يعذب بها الأسرى الذين يقعون في أيديهم وقد أدخلوا وسائل جديدة وآلات للحصار لم تكن معروفة من قبل، وكانوا أول من قام بترحيل شعوب الأمم المنهزمة على نطاق واسع من بلادهم إلى بلاد أخرى وإحلال شعب آخر محلهم كما فعلوا بإسرائيل.

## وصلات داخلية
- الآشوريين
- القدس
- آشور